# Anton-Günther van Oldenburg (1923-2014)
Anton-Günther Friedrich August Josias Herzog von Oldenburg (Lensahn, 16 januari 1923 – Harmsdorff, 20 september 2014) was van 1970 tot zijn overlijden het hoofd van de Holstein-Gottorpse tak van het Huis Oldenburg, dat tot 1918 regeerde over het groothertogdom Oldenburg.
Anton-Günther was de oudste zoon van de erfgroothertog van Oldenburg, Nicolaas van Oldenburg (1897-1970), en Helena van Waldeck-Pyrmont (1899-1948) (een nicht van de Nederlandse koningin Wilhelmina). Nicolaas was een zoon van groothertog Frederik August van Oldenburg en Elisabeth Alexandrine van Mecklenburg-Schwerin (een zuster van de Nederlandse prins-gemaal Hendrik van Mecklenburg-Schwerin). De Oldenburgs zijn dus langs twee lijnen gelieerd aan het Nederlandse koningshuis. 
Anton-Günther studeerde bosbouwkunde. Hij was actief in het Rode Kruis. Daarnaast beheerde hij het oude familieslot Eutin in Ostholstein. 
Hij trouwde op 7 augustus 1951 met Amelie Prinzessin zu Löwenstein-Wertheim-Freudenberg (1923-2016), op dezelfde dag dat zijn broer Peter (1926) trouwde met haar zus, Gertrud Prinzessin zu Löwenstein-Wertheim-Freudenberg (1926). Uit hun huwelijk werden twee kinderen geboren:
- Helene Elisabeth Bathildis Margarete (1953)
- Christian Nicolaus Udo Peter (1955)

Na het overlijden van zijn vader in 1970 werd Anton-Günther hoofd van het voormalige groothertogelijke huis Oldenburg. Hij woonde op het Gut Güldenstein in Harmsdorff, waar hij op 20 september 2014 op 91-jarige leeftijd overleed. Zijn zoon Christian volgde hem als hoofd van het huis op.